# 貂蝉

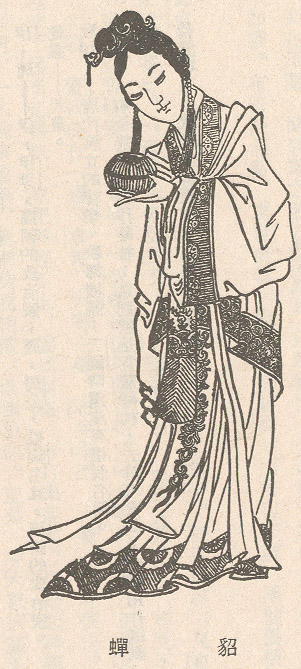
貂蝉

貂蝉（ちょうせん）は、小説『三国志演義』に登場する架空の女性。実在の人物ではないが楊貴妃・西施・王昭君と並び、古代中国四大美人の一人に数えられる。

## 概略

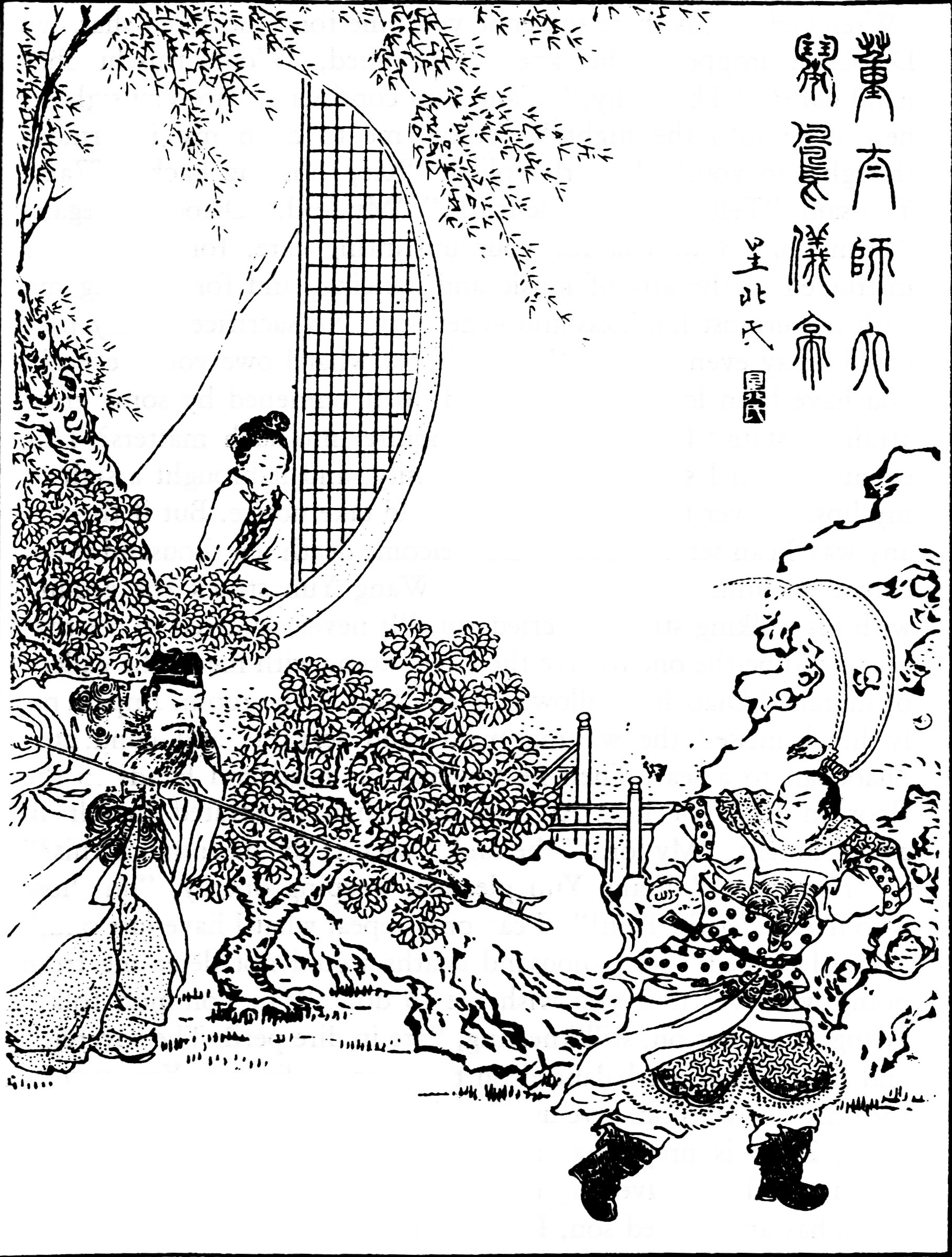
貂蝉に密会しようとして董卓に追い返される呂布

『三国志演義』第八回から登場。幼少時に市で売られていた孤児で、王允が引き取り、実の娘のように諸芸を学ばせて育てられた。朝廷を牛耳り、洛陽から長安に遷都するなど暴虐の限りを尽くす董卓を見かねた王允が思い悩んでいると、当時16歳とされる養女の貂蝉が、父の憂いを汲み、忠君愛国に身を捧げる覚悟を歌っているのを耳にする。王允は董卓誅殺を行うために貂蝉を使い、董卓の養子の勇将呂布と仲違いさせる計画を立てる。
王允はまず呂布に貂蝉を謁見させ、その美貌に惚れさせる。次に呂布とは別に貂蝉を董卓に謁見させ、董卓に貂蝉を渡してしまう。怒った呂布が王允に詰問すると、「董卓には逆らえない」と言い繕い、その場を円く納めた。その後、呂布と貂蝉が度々密会し、貂蝉が呂布のもとにいたいという意思表示をする。呂布が密会していることに董卓はいったん怒ったが、腹心の李儒の進言により貂蝉を呂布の元に送るように言う。だが、一方で貂蝉は董卓にも「乱暴者の呂布の元には行きたくない」と泣きつき、董卓の下を動こうとしない。それに怒った呂布が王允と結託し、董卓を殺害した。強固な結びつきを持つ両者の間に貂蝉を置き、貂蝉を巡る感情を利用し両者の関係に弱点を作りそこを突く、これが「連環計」である。
董卓亡き後の貂蝉は呂布の妾となったが子ができなかった。下邳の攻防戦では、陳宮に掎角の勢を進言されこれに従い出陣しようとした呂布を、正妻の厳氏ともに引き止めている。下邳陥落後の貂蝉については記述がない。

## モデルとなった人物
中国においては、史書『三国志』の「董卓は呂布に宮中の門を守備させていたが、呂布は董卓の侍女と密通し、発覚をおそれて不安に思っていた。後に王允を訪問した際、ちょっとした事で腹を立てた董卓に殺されかけたことを話したが、董卓暗殺を考えていた王允はこの計画を呂布に打ち明け、呂布はそれを実行した」を引き、この「董卓の侍女」こそがモデルで、後世の講談や物語において架空の名前をつけたとする説がある。

## 伝承

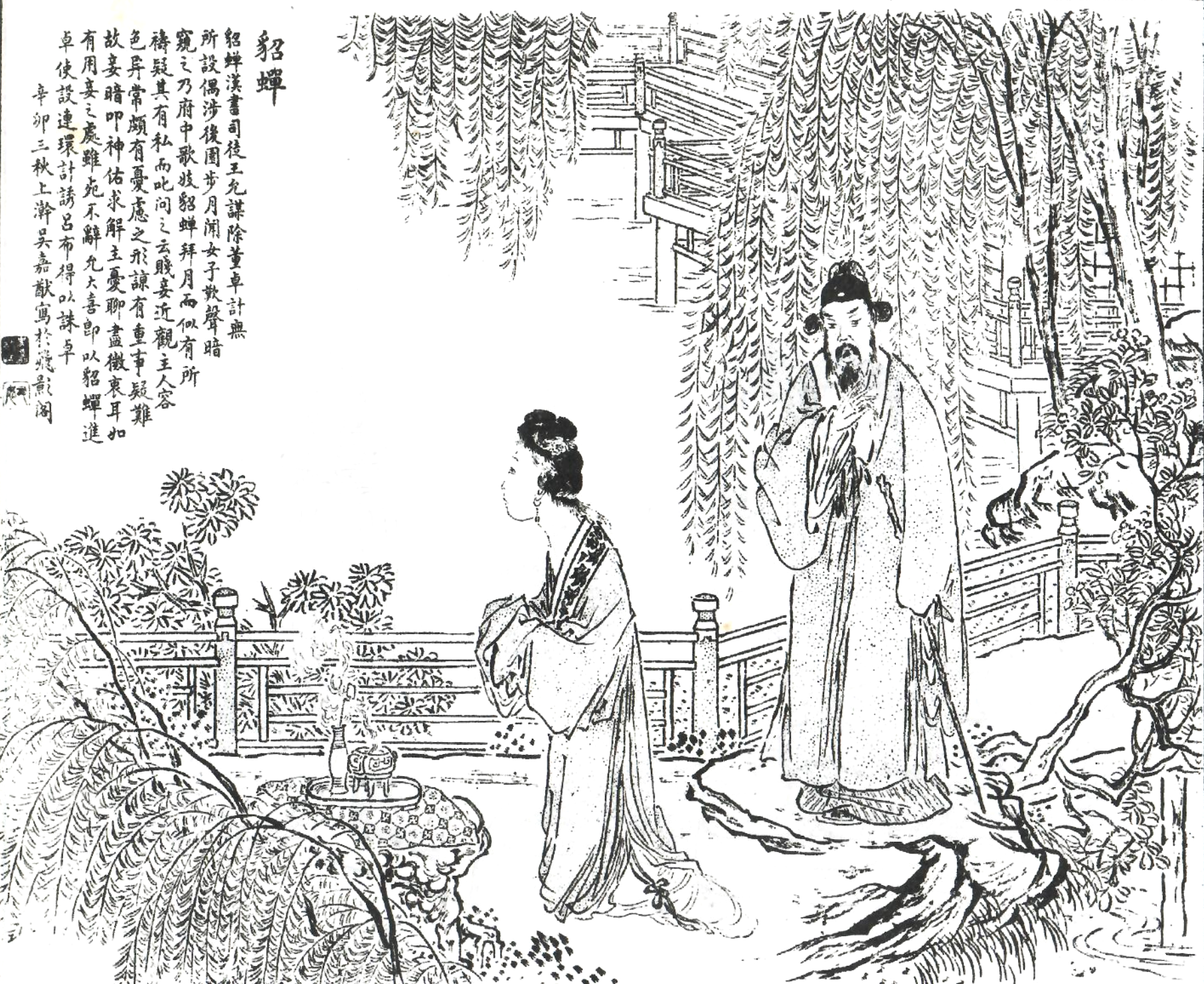
貂蝉と王允（『古今百美図』）

民間伝承では貂蝉はひどく不美人で、王允が華佗にそのことを打ち明けたところ、華佗は首を西施のものと取替え、それでも度胸がなく行動に移せないのを嘆いたところ、今度は肝を荊軻のものと取り替えたという話がある。一説には天下を憂いて物思いに耽る姿のあまりの美しさに、月が恥じて雲に隠れてしまったと言われる。
元代の雑劇『錦雲堂美女連環計』では姓を任、小字を紅昌とされており、「貂蝉」という呼称は、宮中に入った際に貂蝉冠をつかさどる役割を担ったことに由来するという設定である。また呂布の妻として登場しており、夫婦円満のために董卓暗殺に携わる。
関羽の英雄視の一貫として、「関羽が貂蝉を斬る」という物語が存在する。この筋書きは、『風月錦嚢』所載の「三国志大全」が現存する作品の中で最古のものと考えられる。概略としては、呂布の死後、夫たる呂布を貶して関羽にへつらう貂蝉に対して、夫に身を誤らせたことや現在の不貞ぶりを詰って不義とし、斬殺するというものである。この筋書きは他の戯曲や民間伝承の基礎にもなっている。湖北省襄樊市の民間伝承では、劉備と張飛が貂蝉に惹かれるのを目にした関羽が、後難をおそれて貂蝉を斬ろうとするも、躊躇ゆえに刀を彼女の影の上に落とすと貂蝉の首が落ちる。また清代の戯曲集『綴白裘』には「斬貂」というものがあり、その内容は京劇の「斬貂蝉」という演目にも共通する。
日本国内で広く知られる吉川英治の小説『三国志』およびそれを元にした横山光輝の漫画『三国志』では連環の計を遂げた貂蝉が自害して果てるという翻案がなされている。園田光慶と久保田千太郎による漫画版では董卓の死後、その残党を一掃しようとした呂布の目の前で殺されている。『天地を喰らう』では呂布の妹として登場している。その他の『三国志演義』を題材にした創作作品では、悪女・忠女・戦う女傑など多様な創作を交えて描かれている。

## 貂蝉を主題とした関連作品
テレビドラマ
- 三国志 呂布と貂蝉（2002年　演：チェン・ホン）